# Tanner Mayes
Tanner Mayes (Adrian, 31 maggio 1989) è un'attrice pornografica statunitense.

## Biografia
Tanner Mayes ha debuttato nell'industria del porno nel 2007, a 19 anni, introdotta nell'ambiente dalla pornostar Missy Mae. Pochi mesi dopo il suo debutto è stata coinvolta in uno scandalo, conosciuto come Tanner Mayes Meltdown, dovuto alla diffusione da parte della JM Productions di un dietro le quinte dove, in un apparente stato confusionale, inveiva contro tutto e tutti e arrivava a gettare a terra un computer.
Alla fine del novembre 2009 ha iniziato una collaborazione con il sito Whack! Magazine, per cui ha curato la rubrica Tanner Mayes' aDICKtion Issues.

## Riconoscimenti
Xbiz Awards
- 2010 - Best New Starlet of the Year[6]

## Filmografia
- 5 Little Brats 2 (2008)
- Bring 'um Young 28 (2008)
- Creampie Surprise 8 (2008)
- Filthy's Teenage Delinquents 1 (2008)
- Fuck My Mom And Me 6 (2008)
- Gag Factor 28 (2008)
- House of Naked Captives (2008)
- My Dirty Angels 14 (2008)
- My Personal Panties 1 (2008)
- My Stepfather Made Me 2 (2008)
- Naughty College School Girls 52 (2008)
- Paste My Face 13 (2008)
- SWAT 4 (2008)
- Teens In Tight Jeans 4 (2008)
- Teens Take It Big 1 (2008)
- All About Me 3 (2009)
- Barefoot Confidential 59 (2009)
- Barely Legal 90 (2009)
- Barely Legal 98 (2009)
- Blow Me Sandwich 14 (2009)
- Breakin' 'Em In 12 (2009)
- Costume Bondage Starlets (2009)
- Cougars Crave Young Kittens 2 (2009)
- Cover Girls Wrapped in Plastic (2009)
- Don't Cum Inside Me 1 (2009)
- Facial Fest 2 (2009)
- Farm Fresh 1 (2009)
- Fresh Meat 26 (2009)
- Fuck a Fan 4 (2009)
- Fuck a Fan 6 (2009)
- Fuck Machines 5 (2009)
- Girl on Girl Tickle Wards (2009)
- Girlgasmic 2 (2009)
- Handjob Winner 1 (2009)
- Hometown Girls 1 (2009)
- I'm Young, Dumb And Thirsty For Cum 1 (2009)
- Jailbait 6 (2009)
- Lesbian Bukkake 15 (2009)
- Lesbian Noir 2 (2009)
- Liquid Gold 18 (2009)
- Magical Feet 4 (2009)
- Miami's Juiciest 2 (2009)
- My Dirty Angels 17 (2009)
- Not The Bradys XXX: Pussy Power (2009)
- Nude Bondage Notebook (2009)
- Only Teen Blowjobs 3 (2009)
- Perverted POV 10 (2009)
- Pickin' Up Latina Pussy (2009)
- Porn's Most Outrageous Outtakes 4 (2009)
- Pure 18 9 (2009)
- Schoolgirl Internal 2 (2009)
- See Me in Public 1 (2009)
- Shameless Amateurs 3 (2009)
- She Is Half My Age 11 (2009)
- She Is Half My Age 9 (2009)
- Suck It Dry 7 (2009)
- SWAT 5 (2009)
- Sweethearts Special 7: Schoolgirls (2009)
- Tanner Mayes Meltdown (2009)
- Tape Bound 2 (2009)
- Teen Alien Sex Dreams (2009)
- Teenage Babysitters (2009)
- Three's A Crowd (2009)
- Throated 19 (2009)
- Ticklicious (2009)
- Tinkle Time 3 (2009)
- Too Small To Take It All 1 (2009)
- Tough Ties for Hard Working Ladies (2009)
- Wrapped for Your Pleasure (2009)
- Young and Glamorous 1 (2009)
- 2 Chicks Same Time 8 (2010)
- Best of 2009 (2010)
- Big Dicks Tight Fits 2 (2010)
- Blowjob Winner 4 (2010)
- Blowjob Winner 5 (2010)
- Bossy MILFs 2 (2010)
- Butt Licking Anal Whores 16 (2010)
- Couples Seduce Teens 15 (2010)
- Couples Seeking Teens 4 (2010)
- Cuckold Abuse And Femdom Humiliation 2 (2010)
- Cum Hunters 7 (2010)
- Face Fucking Inc. 10 (2010)
- Fluffers 1 (2010)
- Fluffers 2 (2010)
- Fluffers 3 (2010)
- Fluffers 5 (2010)
- Fresh Picked (2010)
- Fuck a Fan 9 (2010)
- Handjob Winner 5 (2010)
- I Swallow On The First Date (2010)
- My Dad's Hot Girlfriend 4 (2010)
- My Stepdaughter Tossed My Salad 1 (2010)
- My Teen Swallows (2010)
- North Pole 74 (2010)
- Not The Bradys XXX: Bradys Meet The Partridge Family (2010)
- Official Big Brother Parody (2010)
- Old Enough to be Their Mother 9 (2010)
- Pound Pussy 2 (2010)
- Pure 18 12 (2010)
- Real Slut Party 1 (2010)
- Riding Solo 1 (2010)
- Riding Solo 3 (2010)
- Seventeen Collected Solo 19 (2010)
- Sloppy Head 3 (2010)
- Slutty and Sluttier 13 (2010)
- Snort That Cum 2 (2010)
- Snort That Cum 5 (2010)
- Snort That Cum 6 (2010)
- So Young So Sexy POV 2 (2010)
- Spicy Roulette 2 (2010)
- Spin on My Cock 1 (2010)
- Starlets 2010 (2010)
- Sticky Teen Faces 1 (2010)
- Suck It Dry 8 (2010)
- Swallow This 15 (2010)
- Sweet Pussy (2010)
- Teen Splash (2010)
- Temptress Queens 2 (2010)
- This Ain't Dirty Jobs XXX (2010)
- Too Big for Teens 4 (2010)
- University Bubble Butts 4 (2010)
- Women Seeking Women 65 (2010)
- XXX at Work 4 (2010)
- Adult Guidance 1 (2011)
- Babysitter Diaries 5 (2011)
- Big Cock for a Sexy Girl 2 (2011)
- Blowjob Winner 11 (2011)
- Can He Score 8 (2011)
- Charlie's Hookers (2011)
- Days Over 18 (2011)
- Deep Throat This 47 (2011)
- Delta Bang My Pi (2011)
- Fluffers 9 (2011)
- Fuck a Fan 15 (2011)
- Handjob Winner 12 (2011)
- Hardcore Candy (2011)
- Inside the Orient 5 (2011)
- Lesbian Seductions 38 (2011)
- Not Charlie Sheem's House of Whores XXX Parody (2011)
- Panty Pops 2 (2011)
- Pool Orgy (2011)
- Squirtamania 17 (2011)
- Squirtamania 20 (2011)
- Tanner Mayes Is A Dirty Girl (2011)
- Tanner Mayes: The Real Deal (2011)
- Teen Pink 1 (2011)
- Teenage Wasteland (2011)
- Teens in Trouble (2011)
- This Girl Sucks 1 (2011)
- Tiny Little Titties (2011)
- Too Cute (2011)
- Toss My Salad 3: Anal Buffet (2011)
- Unplanned Orgies 5 (2011)
- Unplanned Orgies 6 (2011)
- Wheel of Debauchery 5 (2011)
- Babysitter Diaries 8 (2012)
- BJ's In PJ's 2 (2012)
- Boned At Home 3 (2012)
- Days Over 18 2 (2012)
- Fantastic 2 (2012)
- Fantastic 3 (2012)
- Fast Times at Naughty America University 9 (2012)
- Fluffers 10 (2012)
- Fuck Me and My BFF 1 (2012)
- Girls Night Out 4 (2012)
- Her Freshman Year 4 (2012)
- Jurassic Cock 2 (2012)
- Mr. Anal (2012)
- My Sister's Hot Friend 26 (2012)
- Nasty Anal Tryouts 2 (2012)
- Peter North's POV 37 (2012)
- Pornstars in the Making 2 (2012)
- Queen of the Strap-On 2 (2012)
- Smaller the Better 2 (2012)
- Spoiled Rotten And I Can't Get Enough (2012)
- Squirtamania 25 (2012)
- Tanner Time (2012)
- Teens Like It Big 11 (2012)
- Truth About Teens (2012)
- Unplanned Orgies 7 (2012)
- Up That White Ass 3 (2012)
- Wheel of Debauchery 10 (2012)
- Wheel of Debauchery 12 (2012)
- Adult Insider 7 (2013)
- Cherry Spot 1 (2013)
- Ho Schooling (2013)
- Naughty Young Hotties 4 (2013)
- Not the Bradys XXX: Marcia Goes to College (2013)
- Romantic Fantasies (2013)
- Teen Slut Fuck-a-Holics (2014)